# Darija Snihur
Darija Serhiïvna Snihur, traslitterato in Daria Serhiyivna Snigur (in ucraino Дарія Сергіївна Снігур?; Kiev, 27 marzo 2002), è una tennista ucraina.

## Biografia
Darija è nata a Kiev, in Ucraina, ma attualmente vive a Varsavia, in Polonia. Fino al 2022, si è allenata a Riga, in Lettonia, per poi spostarsi negli Stati Uniti d'America. Suo padre, Sergij, le fa da allenatore stando con lei a New York ed era un giocatore di calcio, mentre sua madre Viktorija è una scienzata. In precedenza, era stata allenata dalla ex numero 13 del mondo Larisa Savchenko-Neiland. La sua superficie preferita è l'era e il suo torneo preferito è Wimbledon. Fin da quando era giovane, è stata ispirata da Novak Đoković.

## Carriera
Darija Snihur ha vinto 10 titoli in singolare nel circuito ITF in carriera. Il 14 novembre 2022 si è piazzata in singolare al 105º posto nel ranking WTA. Nella classifica junior, si è posizionata fino al 2º posto in singolare, dopo aver raggiunto la finale nel campionato finale junior.

### Junior
Nel 2017, le campionesse del torneo junior Darija Snihur e Marija Dolženko hanno firmato un contratto con la International Tennis Academy (ITA), stabilito con il supporto del deputato pubblico Ihor Kononenko, secondo il quale la ITA dovrebbe finanziare allenamenti e tornei in trasferta per i giovani tennisti che hanno raggiunto i 18 anni.
Il 13 luglio 2019, ha vinto il Torneo di Wimbledon juniores sconfiggendo in finale la statunitense Alexa Noel per 6-4, 6-4, diventando la prima tennista ucraina a riuscirci dopo Kateryna Bondarenko, che ha trionfato nel 2004.

### Professionismo
Snihur ha fatto il suo debutto nel circuito maggiore sui campi in erba del Rothesay Open 2022, dopo aver superato le qualificazioni. Nel primo turno viene sconfitta dalla sesta testa di serie Alison Riske in due set, dopo essersi trovata in vantaggio di un break in entrambi i parziali.
Successivamente, fa il suo debutto in un main draw di un Grand Slam agli US Open 2022, dopo essersi nuovamente qualificata. Nel primo turno, sconfigge a sorpresa l'ex numero 1 del mondo e numero 7 del tabellone Simona Halep. Questa è la prima vittoria in carriera contro una giocatrice presente nella Top 10 e la prima ottenuta in un major. Nel secondo turno, viene sconfitta dalla canadese Rebecca Marino in due set commettendo ben 48 errori non forzati.
Al Rothesay Open 2023 entra in tabellone come lucky loser, in seguito al ritiro della connazionale Lesja Curenko, ed ottiene un'altra importante vittoria in carriera, estromettendo dal torneo la campionessessa in carica e numero 10 del mondo Beatriz Haddad Maia in due set, conquistando la seconda vittoria nel circuito maggiore entrambe arrivate contro giocatrici Top 10. Nel secondo turno, viene sconfitta dalla wildcard ed eventuale campionessa del torneo Katie Boulter.
Al Transylvania Open 2023, Darija raggiunge il primo quarto di finale WTA della carriera in seguito alle vittoria sulla terza testa di serie Greet Minnen e la tedesca Anna-Lena Friedsam, cedendo il passo poi all'eventuale vincitrice del torneo Tamara Korpatsch in tre set, dopo aver avuto un break di vantaggio nel parziale decisivo.
Si è qualificata agli Australian Open 2024, facendo il suo debutto nel main draw di questo major. Viene eliminata dalla statunitense Alycia Parks nel primo turno in tre set.
Al Rothesay Open 2024, ottiene la sua prima vittoria in stagione su una giocatrice Top 20 dopo aver sconfitto la compatriota e seconda testa di serie Marta Kostjuk in due set. Al turno successivo, viene eliminata dalla giocatrice di casa Emma Raducanu in due set.
Snihur si qualifica anche a Wimbledon 2024, facendo il suo debutto nel major londinese e lo fa nel migliore dei modi sconfiggendo Océane Dodin nel primo turno, cedendo poi al turno successivo dalla testa di serie numero 13 Jeļena Ostapenko nettamente.
Si qualifica per il secondo anno consecutivo agli Australian Open 2025, trovandosi al primo turno la testa di serie numero 10 Danielle Collins, uscendo sconfitta in due set.

## Statistiche ITF

### Singolare

#### Vittorie (10)
| Torneo $100.000 (2) |
| Torneo $80.000 (0)  |
| Torneo $60.000 (1)  |
| Torneo $40.000 (2)  |
| Torneo $25.000 (3)  |
| Torneo $15.000 (2)  |

| N.  | Data              | Torneo                                         | Superficie  | Avversaria in finale | Punteggio        |
| 1.  | 11 novembre 2018  | GD Tennis Cup, Adalia                          | Cemento     | Zeynep Sönmez        | 3–6, 7–6(3), 6–3 |
|     | 2 dicembre 2018   | GD Tennis Cup, Adalia                          | Cemento     | Oona Orpana          | N.D.             |
| 2.  | 10 marzo 2019     | Soho Square Egypt, Sharm el-Sheikh             | Cemento     | Oona Orpana          | 3-6, 6-3, 6-4    |
| 3.  | 7 aprile 2019     | Kashiwa Open, Kashiwa                          | Cemento     | Rebecca Marino       | 6-4, 6-2         |
| 4.  | 1º settembre 2019 | In Honor of Eric Marshall, Kiryat Shmona       | Cemento     | Maia Lumsden         | 6-1, 6-4         |
| 5.  | 28 febbraio 2021  | Internationaux Féminins de la Vienne, Poitiers | Cemento (i) | Clara Burel          | 6-3, 2-6, 7-5    |
| 6.  | 27 novembre 2021  | Al Habtoor Tennis Challenge, Dubai             | Cemento     | Kristína Kučová      | 6-3, 6-0         |
| 7.  | 23 luglio 2023    | Open Araba en Femenino, Vitoria                | Cemento     | Jessika Ponchet      | 3-6, 6-4, 6-1    |
| 8.  | 29 ottobre 2023   | GB Pro-Series Glasgow, Glasgow                 | Cemento (i) | Mona Barthel         | 6-4, 6-4         |
| 9.  | 21 aprile 2024    | Ladies Open de Calvi, Calvi                    | Cemento     | Valentina Ryser      | 6-3, 6-2         |
| 10. | 4 maggio 2024     | Lopota Tennis Open, Lopota                     | Cemento     | Kira Pavlova         | 6-1, 6-1         |

#### Sconfitte (8)
| Torneo $100.000 (1) |
| Torneo $80.000 (0)  |
| Torneo $60.000 (4)  |
| Torneo $40.000 (1)  |
| Torneo $25.000 (2)  |
| Torneo $15.000 (0)  |

| N. | Data              | Torneo                                    | Superficie    | Avversaria in finale | Punteggio        |
| 1. | 14 dicembre 2019  | Al Habtoor Tennis Challenge, Dubai        | Cemento       | Ana Bogdan           | 1-6, 2-6         |
| 2. | 26 settembre 2021 | Santarém Ladies Open, Santarém            | Cemento       | Raluca Șerban        | 3-6, 4-6         |
| 3. | 20 febbraio 2022  | Burg-Wächter Ladies Open, Altenkirchen    | Sintetico (i) | Greet Minnen         | 4-6, 3-6         |
| 4. | 27 novembre 2022  | Kyotec Open, Pétange                      | Cemento (i)   | Mona Barthel         | 6(2)-7, 2-6      |
| 5. | 17 marzo 2024     | Říčany Open, Říčany                       | Cemento (i)   | Tereza Valentová     | 6(4)-7, 2-6      |
| 6. | 10 novembre 2024  | Therme Erding Open, Ismaning              | Sintetico (i) | Susan Bandecchi      | 7-6(8), 2-6, 5-7 |
| 7. | 16 febbraio 2025  | REWE PETZ Ladies Open, Altenkirchen       | Sintetico (i) | Julija Avdeeva       | 3-6, 3-6         |
| 8. | 4 maggio 2025     | Open Internacional Ciudad de Yecla, Yecla | Cemento       | Harmony Tan          | 6-3, 3-6, 1-6    |

## Grand Slam Junior

### Singolare

#### Vittorie (1)
| Tornei del Grande Slam  |
| ----------------------- |
| Australian Open (0)     |
| Open di Francia (0)     |
| Torneo di Wimbledon (1) |
| US Open (0)             |

| N. | Data           | Torneo                      | Superficie | Avversario in finale | Punteggio |
| 1. | 13 luglio 2019 | Torneo di Wimbledon, Londra | Erba       | Alexa Noel           | 6-4, 6-4  |

## Vittorie contro giocatrici top 10
| Stagione | 2022 | 2023 | Totale |
| -------- | ---- | ---- | ------ |
| Vittorie | 1    | 1    | 2      |

| #    | Giocatrice          | Ranking | Evento                      | Superficie | Turno | Punteggio     | DSR |
| ---- | ------------------- | ------- | --------------------------- | ---------- | ----- | ------------- | --- |
| 2022 |                     |         |                             |            |       |               |     |
| 1.   | Simona Halep        | 7       | US Open, New York           | Cemento    | 1T    | 6–2, 0–6, 6–4 | 124 |
| 2023 |                     |         |                             |            |       |               |     |
| 2.   | Beatriz Haddad Maia | 10      | Nottingham Open, Nottingham | Erba       | 1T    | 6–4, 6–3      | 157 |